# Maximilian Friedrich Casimir von Knigge
Maximilian Friedrich Casimir Freiherr von Knigge (* 11. Oktober 1653 Bredenbeck; † 24. November 1721 Thal) war kurländischer Oberhofmarschall.
Er war der jüngste Sohn von Friedrich Ulrich Freiherr von Knigge, Herr auf Bredenbeck, Leveste, Pattensen und Thal. Er lebte längere Zeit auf dem Vorwerk Friedrichrode im Amt Arnstein und ist der Urgroßvater des Adolph Freiherr Knigge.
Verheiratet war er seit 1683 mit Anna Sibylla von der Recke  (* 1666; † 1710) aus dem Hause Neuenburg. Aus dieser Ehe gingen vier Töchtern und fünf Söhne hervor. Tochter Maria heiratete bürgerlich, George Klopmann, Gutsherr auf Würzau und Ober-Hauptmann; Tochter Sybille gründete mit Georg Christopher von Medem, einem königlich polnischen Kammerherrn eine Familie; Tochter Eleonore wurde die Ehefrau des Georg von Hahn. Die Söhne Georg Freiherr Knigge, Johann Freiherr Knigge, Friedrich Casimir Freiherr Knigge und Friedrich Wilhelm Freiherr Knigge nahmen sich Frauen adeliger Herkunft. 